# 空を見なよ
「空を見なよ」（そらをみなよ）は、シャ乱Qの8作目のシングル。1995年8月23日にBMG JAPANから発売された。

## 解説
- 前作「ズルい女」から3ヶ月ぶりのリリース。
- 日本テレビ『劇空間プロ野球』の95年下半期テーマソング。
- ビデオクリップはスタジオで収録され、メンバー全員が白い衣装を着て演奏している。一部ロケーション映像あり。

## チャート成績
本作は累計78.9万枚を売り上げた（オリコン調べ）。

## 収録曲
全編曲：シャ乱Q
1. 空を見なよ
作詞：まこと、作曲：はたけ
2. もっと誰かに見られたい
作詞：つんく・まこと、作曲：たいせー
3. 空を見なよ（inst.）

## 収録アルバム
- 勝負師 (#1)
- シングルベスト10★おまけつき★ (#1)
- BEST OF HISTORY (#1,2)
- シャ乱Qハタチのベスト・アルバムDVDつき (#1)
- GOLDEN☆BEST シャ乱Q (#1)

## 補足
- 2007年ハロー!プロジェクトの中澤裕子が、本人のコンサートで歌っていた。